# Helwingia chinensis
Helwingia chinensis là một loài thực vật có hoa trong họ Helwingiaceae. Loài này được Batalin mô tả khoa học đầu tiên năm 1893.